# Kristian Wrethander
Kristian Wrethander, född 21 maj 1971, är en svensk volleybollspelare och -tränare.
Wrethander spelade huvuddelen av sin seniorkarriär med Hylte VBK, som han från 1997 även tränade fram till 2010. Under tiden 2002-2004 var han förbundskapten för Sveriges landslag, som han även spelade 124 landskamper för. Han vann sex SM-guld samt fyra Grand Prix-titlar.